# 張祜 (嘉靖進士)
張祜（1498年—？），字元秩，雲南永昌衛官籍河南南陽府人，明朝政治人物。

## 生平
嘉靖七年（1528年）戊子科雲貴鄉試第四十五名舉人。嘉靖十四年（1535年）中式乙未科會試第一百七十四名，登第三甲第七十六名進士。官監察御史。

## 家族
曾祖張瑀，曾任副千戶；祖父張康；父張鏵，曾任壽官。母杜氏。严侍下。